# Burniere
Burniere – wieś w Anglii, w Kornwalii. Leży 67 km na północny wschód od miasta Penzance i 348 km na zachód od Londynu.